# 卡伦·史密斯 (1970年)
卡伦·史密斯（英語：Karen Smith，1970年12月3日—），新西兰前女子曲棍球运动员。她曾代表新西兰国家队参加1998年英联邦运动会曲棍球比赛，获得一枚铜牌。